# Campeonato Europeo de Halterofilia de 1990
El LXIX Campeonato Europeo de Halterofilia se celebró en el año 1990 en dos sedes: las competiciones masculinas en Ålborg (Dinamarca) y las femeninas en Santa Cruz de Tenerife (España), bajo la organización de la Federación Europea de Halterofilia (EWF), la Federación Danesa de Halterofilia y la Federación Española de Halterofilia.

## Medallistas

### Masculino
| Evento  | Oro                                               | Plata                                               | Bronce                                              |
| ------- | ------------------------------------------------- | --------------------------------------------------- | --------------------------------------------------- |
| 52 kg   | Ivan Ivanov Bulgaria 115,0 + 150,0 = 265,0        | Traian Cihărean · Rumania · 115,0 + 132,5 = 247,5   | Jacek Gutowski · Polonia · 105,0 + 132,5 = 237,5    |
| 56 kg   | Sevdalin Marinov Bulgaria 120,0 + 145,0 = 265,0   | Marek Gorzelniak · Polonia · 115,0 + 140,0 = 255,0  | Laurent Fombertasse Francia 110,0 + 142,5 = 252,5   |
| 60 kg   | Attila Czanka · Rumania · 140,0 + 170,0 = 310,0   | Nikolai Peshalov Bulgaria 132,5 + 155,0 = 287,5     | Artur Duraj · Albania · 122,5 + 147,5 = 270,0       |
| 67,5 kg | Yoto Yotov Bulgaria 155,0 + 185,0 = 340,0         | Israyel Militosian URSS 155,0 + 180,0 = 335,0       | Ergün Batmaz Turquía 142,5 + 172,5 = 315,0          |
| 75 kg   | Vladimir Kuznetsov URSS 162,5 + 197,5 = 360,0     | Waldemar Kosiński · Polonia · 160,0 + 195,0 = 355,0 | Andrei Socaci · Rumania · 160,0 + 192,5 = 352,5     |
| 82,5 kg | Altymurat Orazdurdyyev URSS 172,5 + 205,0 = 377,5 | Kiril Kunev Bulgaria 170,0 + 200,0 = 370,0          | Krzysztof Siemion · Polonia · 167,5 + 200,0 = 367,5 |
| 90 kg   | Anatoli Jrapaty URSS 182,5 + 220,0 = 402,5        | Sławomir Zawada · Polonia · 185,0 + 215,0 = 400,0   | Ivan Chakarov Bulgaria 180,0 + 215,0 = 395,0        |
| 100 kg  | Serguei Kopytov URSS 195,0 + 235,0 = 420,0        | Nicu Vlad · Rumania · 192,5 + 227,5 = 420,0         | Francis Tournefier Francia 165,0 + 220,0 = 385,0    |
| 110 kg  | Stefan Botev Bulgaria 195,0 + 250,0 = 445,0       | Yuri Zajarevich URSS 200,0 + 242,5 = 442,5          | Rizvan Guelisjanov URSS 202,5 + 237,5 = 440,0       |
| +110 kg | Alexandr Kurlovich URSS 210,0 + 257,5 = 467,5     | Manfred Nerlinger RFA 197,5 + 257,5 = 455,0         | Leonid Taranenko URSS 205,0 + 247,5 = 452,5         |

1. 1 2 3  Arrancada (kg) + dos tiempos (kg) = total olímpico (kg).

### Femenino
| Evento   | Oro                             | Plata                            | Bronce                             |
| -------- | ------------------------------- | -------------------------------- | ---------------------------------- |
| 44 kg    | Csilla Földi · Hungría ·        | Eulália Romão Portugal           | Ángeles Suárez · España ·          |
| 48 kg    | María Dolores Sotoca · España · | Sara Duarte Portugal             | Pepa Demireva Bulgaria             |
| 52 kg    | Siika Stoeva Bulgaria           | Pauline Haughton Reino Unido     | Zhaneta Gueorguieva Bulgaria       |
| 56 kg    | Neli Yankova Bulgaria           | Guergana Kirilova Bulgaria       | Sandra Gómez · España ·            |
| 60 kg    | María Jristoforidu · Grecia ·   | Daniela Kerkelova Bulgaria       | Annette Campbell Reino Unido       |
| 67,5 kg  | Milena Trendafilova Bulgaria    | Jeanette Rose Reino Unido        | María Dolores Martínez · España ·  |
| 75 kg    | Mária Takács · Hungría ·        | Susanna Samuelsson · Finlandia · | Theodula Spanú · Grecia ·          |
| 82,5 kg  | Judith Oakes Reino Unido        | Valkana Tosheva Bulgaria         | Karoliina Leppäluoto · Finlandia · |
| +82,5 kg | Jristina Ilieva Bulgaria        | Margaret Lynes Reino Unido       | Veronika Tóbiás · Hungría ·        |

## Medallero
| Núm. | País        | Oro | Plata | Bronce | Total |
| ---- | ----------- | --- | ----- | ------ | ----- |
| 1    | Bulgaria    | 8   | 5     | 3      | 16    |
| 2    | URSS        | 5   | 2     | 2      | 9     |
| 3    | Hungría     | 2   | 0     | 1      | 3     |
| 4    | Reino Unido | 1   | 3     | 1      | 5     |
| 5    | Rumania     | 1   | 2     | 1      | 4     |
| 6    | España      | 1   | 0     | 3      | 4     |
| 7    | Grecia      | 1   | 0     | 1      | 2     |
| 8    | Polonia     | 0   | 3     | 2      | 5     |
| 9    | Portugal    | 0   | 2     | 0      | 2     |
| 10   | Finlandia   | 0   | 1     | 1      | 2     |
| 11   | Alemania    | 0   | 1     | 0      | 1     |
| 12   | Francia     | 0   | 0     | 2      | 2     |
| 13   | Albania     | 0   | 0     | 1      | 1     |
| 13   | Turquía     | 0   | 0     | 1      | 1     |
|      | TOTAL       | 19  | 19    | 19     | 57    |